# Tanya Reynolds
Tanya Reynolds (Hemel Hempstead, 4 de novembro de 1991) é uma atriz inglesa, conhecida por interpretar Lily na série Sex Education.